# 大西みつぐ
大西みつぐ（おおにし みつぐ、1952年10月7日 - ）は写真家。
東京の下町あるいは湾岸地区のニュータウンなどを中心に、そこに住む人々の生活をスナップ撮影することを得意とする。
また、早くからデジタルカメラやウェブでの写真の発表など実験的な表現も行う。
ニッコールクラブ幹事。ニコンサロン運営委員。
町方さんぽ写真同盟の座長。

## 経歴
- 1952年、東京都江東区深川生まれ。
- 1974年、東京綜合写真専門学校本科卒業。
- 1975年より同校研究室、教務室に勤務。専任講師を務める。
- 1985年、「河口の町」で「第22回太陽賞」受賞。
- 1993年、「遠い夏」「周縁の町から」他で「第18回木村伊兵衛賞」受賞。同時受賞者として小林のりおがいる。
- 2017年、日本写真協会賞作家賞受賞

## 主な写真展
- 「Tokyo East Perspective「墨東写真」」（2006年6月17日(土)〜7月1日(土)、墨田区横川・鈴木興産1号M倉庫にて）（長野重一、春日昌昭、須田一政、飯田鉄、中里和人、佐藤信太郎 - ウェイバックマシン（2002年5月29日アーカイブ分）、兼平雄樹などとのグループ展）

## 主な著作
- 「WONDERLAND 1980-1989」　1989年 FROG（後のMole） 自費出版
- 「はじめての一眼レフ」　1997年 講談社現代新書1364 :ISBN 4061493647
- MOLE UNIT No.10「WONDERLAND 1990-1999」　1999年 Mole
- 「一眼レフではじめる上手な写真の撮り方　カメラを持って外に出よう !」　2000年 成美堂出版
- 「遠い夏」　2001年 ワイズ出版 :ISBN 4-89830-125-8
- JTB Can Books「隅田川を歩く　千住・浅草・深川・月島下町つれづれ散歩」（林 順信 著）　2001年 JTB 出版事業局 :ISBN 4-533-04064-0
- 「デジカメ時代のスナップショット写真術」　2002年 平凡社新書 :ISBN 4582851592
- 「下町純情カメラ」　2004年　えい（「木へん」に「世」）出版 :ISBN 4777902013
- 「ほのぼの旅情カメラ」2005年 えい出版:ISBN 4777904571
- 「今日から始めるデジタル一眼レフの基本テクニック」2008年 成美堂出版:ISBN 4415302661
- 「川の流れる町で」2016年 ふげん社

## 映画監督作品
- 映画『小名木川物語』 2017年